# Mässerbach
Der Mässerbach ist ein rund fünf Kilometer langes, ganzjährig wasserführendes Fliessgewässer im Binntal, Kanton Wallis, Schweiz.

## Verlauf
Der Bach entspringt unmittelbar nördlich der Rhône-Po-Wasserscheide wenig oberhalb des Geisspfadsees, in den er kurz darauf mündet. 250 m südlich des Ursprungs verläuft die politische Grenze zwischen der Schweiz und Italien.
Nach dem Ausfluss mündet er nach nur rund 60 m langem Lauf in westliche Richtung in den Züesee. Er fliesst weitere 400 m nach Westen, wo auf 2376 m ü. M. bei der Bergspitze Zantmärjelebiel ein Teil seines Wassers in die Mulde eines Bergsees (2366 m ü. M.) abläuft.
Unmittelbar danach verschwenkt der Mässerbach nach Norden und fällt in den nächsten 1,4 km über postglaziale Geröllfelder um 394 Höhenmeter steil ab. Auf Höhe 1982 m ü. M. nimmt er von links einen weiteren, nur temporär schüttenden Gebirgsbach auf.
Die folgenden 1,6 Kilometer seines Fliessweges führen den Bach über weitere 323 Höhenmeter durch die Krummholzzone hinab, wo er auf 1659 m ü. M. von rechts einen Waldbach aufnimmt und anschliessend die Siedlung Figgerscha erreicht. Dort verstärkt den Mässerbach auf einer Höhe von 1599 m ü. M. noch der von rechts zufliessende Lengebach. Südöstlich von Fäld mündet der Mässerbach auf 1560 m ü. M. von links in die Binna, einen linken Nebenfluss der Rhone.

## Sonstiges
Das Geschiebe des Baches ist interessant für Mineraliensammler. Am Oberlauf des Baches muss auch im Juli und August in Nordlagen mit Schnee- und Eisflächen gerechnet werden.